# Més fortes que la censura
Més fortes que la censura és una campanya per incentivar les subscripcions a les revistes en català. Es tracta d'una acció conjunta del Govern de Catalunya i l'Associació de Publicacions Periòdiques en Català amb la col·laboració de la Plataforma per la Llengua i la Federació Llull –que engloba Òmnium Cultural, Acció Cultural del País Valencià i Obra Cultural Balear–. La iniciativa es fa fer pública el 21 de juliol de 2023 i es va iniciar el 9 d'octubre de 2023.